# Anthony Mantha
Anthony Mantha-Pronovost, född 16 september 1994, är en kanadensisk professionell ishockeyforward som spelar för Calgary Flames i National Hockey League (NHL).
Han har tidigare spelat för  och Detroit Red Wings, Washington Capitals och Vegas Golden Knights i NHL; Grand Rapids Griffins i American Hockey League (AHL) samt Foreurs de Val-d'Or i Ligue de hockey junior majeur du Québec (LHJMQ).

## NHL

### Detroit Red Wings
Mantha draftades av Detroit Red Wings i första rundan i 2013 års draft som 20:e spelare totalt.

### Washington Capitals
Den 12 april 2021 tradades han till Washington Capitals i utbyte mot Jakub Vrána, Richard Pánik, ett draftval i första rundan i NHL-draften 2021 och ett draftval i andra rundan i NHL-draften 2022.

## Privatliv
Han är barnbarn till André Pronovost och släkt med Claude Pronovost, Jean Pronovost och Marcel Pronovost.

## Statistik
| 2009–2010    | Rive-Sud du Collège-Français         | LHEQ         | 33  | 16  | 23  | 39  | 26  | —  | —  | —  | —  | —  |
| 2010–2011    | Riverains du Collège Charles-Lemoyne | LHMAAAQ      | 37  | 20  | 24  | 44  | 42  | 5  | 2  | 3  | 5  | 2  |
|              | Foreurs de Val-d'Or                  | LHJMQ        | 2   | 0   | 0   | 0   | 0   | —  | —  | —  | —  | —  |
| 2011–2012    | Foreurs de Val-d'Or                  | LHJMQ        | 63  | 22  | 29  | 51  | 39  | 4  | 2  | 2  | 4  | 6  |
| 2012–2013    | Foreurs de Val-d'Or                  | LHJMQ        | 67  | 50  | 39  | 89  | 71  | 9  | 5  | 7  | 12 | 13 |
| 2013–2014    | Foreurs de Val-d'Or                  | LHJMQ        | 57  | 57  | 63  | 120 | 75  | 24 | 24 | 14 | 38 | 52 |
| 2014–2015    | Grand Rapids Griffins                | AHL          | 62  | 15  | 18  | 33  | 64  | 16 | 2  | 2  | 4  | 16 |
| 2015–2016    | Detroit Red Wings                    | NHL          | 10  | 2   | 1   | 3   | 2   | —  | —  | —  | —  | —  |
|              | Grand Rapids Griffins                | AHL          | 60  | 21  | 24  | 45  | 32  | 9  | 4  | 7  | 11 | 8  |
| 2016–2017    | Detroit Red Wings                    | NHL          | 60  | 17  | 19  | 36  | 53  | —  | —  | —  | —  | —  |
|              | Grand Rapids Griffins                | AHL          | 10  | 8   | 2   | 10  | 6   | —  | —  | —  | —  | —  |
| 2017–2018    | Detroit Red Wings                    | NHL          | 80  | 24  | 24  | 48  | 52  | —  | —  | —  | —  | —  |
| 2018–2019    | Detroit Red Wings                    | NHL          | 67  | 25  | 23  | 48  | 30  | —  | —  | —  | —  | —  |
| 2019–2020    | Detroit Red Wings                    | NHL          | 43  | 16  | 22  | 38  | 34  | —  | —  | —  | —  | —  |
| 2020–2021    | Detroit Red Wings                    | NHL          | 42  | 11  | 10  | 21  | 17  | —  | —  | —  | —  | —  |
|              | Washington Capitals                  | NHL          | 14  | 4   | 4   | 8   | 8   | 5  | 0  | 2  | 2  | 6  |
| 2021–2022    | Washington Capitals                  | NHL          | 37  | 9   | 14  | 23  | 14  | 6  | 0  | 4  | 4  | 13 |
| 2022–2023    | Washington Capitals                  | NHL          | 67  | 11  | 16  | 27  | 31  | —  | —  | —  | —  | —  |
| 2023–2024    | Washington Capitals                  | NHL          | 56  | 20  | 14  | 34  | 17  | —  | —  | —  | —  | —  |
|              | Vegas Golden Knights                 | NHL          | 18  | 3   | 7   | 10  | 8   | 3  | 0  | 0  | 0  | 2  |
| 2024–2025    | Washington Capitals                  | NHL          | 13  | 4   | 3   | 7   | 11  | —  | —  | —  | —  | —  |
| NHL totalt   | NHL totalt                           | NHL totalt   | 507 | 146 | 157 | 303 | 277 | 14 | 0  | 6  | 6  | 21 |
| AHL totalt   | AHL totalt                           | AHL totalt   | 132 | 44  | 44  | 88  | 102 | 25 | 6  | 9  | 15 | 24 |
| LHJMQ totalt | LHJMQ totalt                         | LHJMQ totalt | 189 | 129 | 131 | 260 | 185 | 37 | 31 | 23 | 54 | 71 |

### Internationellt
| Källa: Uppdaterad: 2020-06-15 | Källa: Uppdaterad: 2020-06-15 | Källa: Uppdaterad: 2020-06-15 |         | Utv = Utvisningsminuter | Utv = Utvisningsminuter | Utv = Utvisningsminuter | Utv = Utvisningsminuter | Utv = Utvisningsminuter |
| År                            | Lag                           | Mästerskap                    | Matcher | Mål                     | Assists                 | Poäng                   | Utv                     |                         |
| ----------------------------- | ----------------------------- | ----------------------------- | ------- | ----------------------- | ----------------------- | ----------------------- | ----------------------- | ----------------------- |
| 2012                          | Kanada                        | U18-VM                        | 7       | 1                       | 0                       | 1                       | 0                       |                         |
| 2014                          | Kanada                        | JVM                           | 7       | 5                       | 6                       | 11                      | 0                       |                         |
| 2019                          | Kanada                        | VM                            | 9       | 7                       | 7                       | 14                      | 16                      |                         |
| Junior totalt                 | Junior totalt                 | Junior totalt                 | 14      | 6                       | 6                       | 12                      | 0                       |                         |
| Senior totalt                 | Senior totalt                 | Senior totalt                 | 9       | 7                       | 7                       | 14                      | 16                      |                         |